# Anhydride

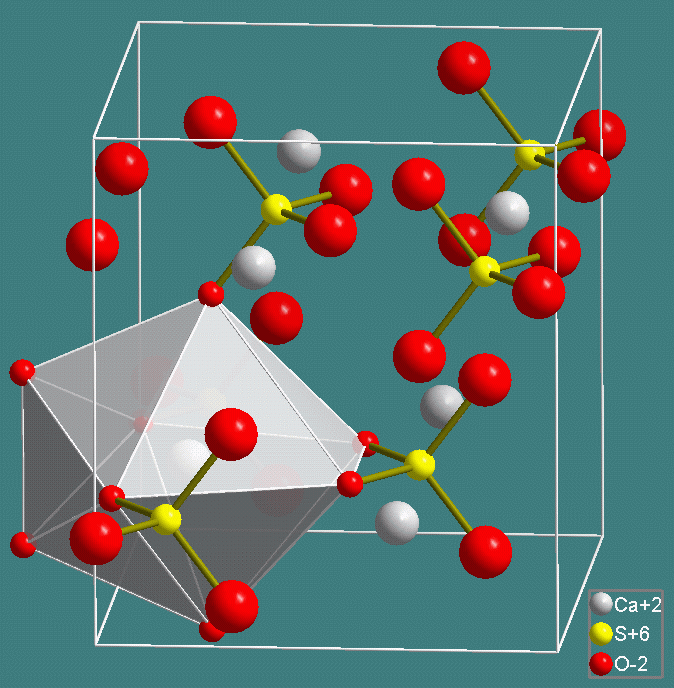
Cấu trúc tinh thể của anhydride

Anhydride là một khoáng vật sulfat calci khan, CaSO4. Nó kết tinh theo trực thoi, với ba mặt cát khai hoàn hảo song song với ba mặt phẳng hình học. Nó không đồng hình với bari sulfat (barit) trực thoi và stronti sulfat (calestin), điều mà có thể được dự đoán từ công thức hóa học. Khối tinh thể riêng biệt rất hiếm, thường thì khoáng vật này chỉ tồn tại ở dạng các khối cắt. Độ cứng là 3,5 và trọng lượng riêng là 2,9. Màu sắc trắng, đôi khi hơi xám, hơi xanh hoặc tím. Ở mặt cát khai, ánh ngọc trai, các mặt khác có ánh thủy tinh. Khi tiếp xúc với nước, anhydride chuyển thành dạng thạch cao, (CaSO4·2H2O), bởi quá trình hấp thụ nước. Anhydride thường có mặt với calcit, halit, và lưu huỳnh cũng như là galen, chalcopyrit, molybdenit và pyrit trong các mỏ khoáng.

## Thể tồn tại
Anhydride thường được tìm thấy cùng với thạch cao trong các mỏ đã bốc hơi nước. Nó được phát hiện lần đầu năm 1794 ở một mỏ muối gần Hall ở Tirol. Ở độ sâu này, bề mặt anhydride đã bị chuyển thành thạch cao bởi sự hấp thụ từ nước ngầm.
Trong dung dịch calci sulfat, các tinh thể thạch cao tồn tại, nhưng khi dung dịch chứa dư natri hoặc kali clorit, anhydride sẽ được tạo thành khi trên 40 °C. Đây là một trong những cách để thu được khoáng vật nhân tạo, và tương tự như sự hình thành trong tự nhiên, khi mà khoáng vật tồn tại ở các bể muối.

### Kết hạch ở bãi thoái triều
Anhydride tồn tại trong môi trường bãi thoái triều ở vùng Vịnh qua quá trình thay thế kết hạch tạo đá. Anhydride kết hạch xuất tồn tại như phần thay thế cho thạch cao trong môi trường đá trầm tích.

### Đá phủ vòm muối
Lượng lớn anhydride tồn tại khi các vòm muối tạo thành đá khối. Anhydride tồn tại 1-3% trong các vòm muối và hình thành các lớp phủ ở trên đỉnh muối khi halit bị nước lỗ hổng rửa trôi. Đá phủ điển hình là muối, trên cùng phủ bởi một lớp anhydride, đắp trên nữa là thạch cao, tiếp theo là một lớp calcit. Sự tiếp xúc với dầu có thể làm giảm SO4 tạo thành calcit, nước và hydro sulfide(H2S).

## Tên gọi
Tên gọi Anhydride được đặt bởi A. G. Werner vào năm 1804, bởi vì sự thiếu nước trong tinh thể, tương phản với sự có mặt của nước trong thạch cao.